# 혈압

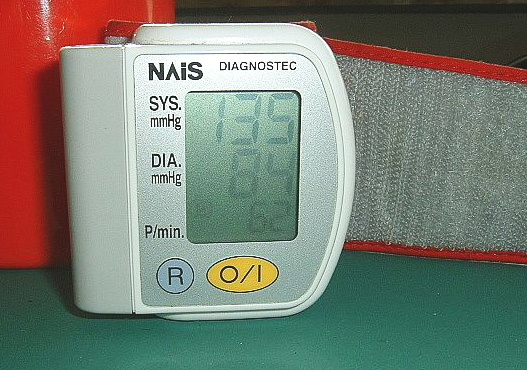
혈압계. 동맥압을 측정하는데 사용되는 도구이다.

혈압(血壓)은 혈관을 따라 흐르는 혈액이 혈관의 벽에 주는 압력이다. 주요한 생명 징후이기도 하다. 심장 박동에 따라 혈압은 최고혈압(수축기 혈압)과 최저혈압(이완기 혈압)을 넘나들며 변한다. 혈압은 심박출량과 혈류의 저항에 기인하며, 심장으로부터 멀어질수록 낮아진다. 혈압은 소동맥을 지나면서 가장 급격하게 떨어지며, 모세혈관과 정맥을 지나면서 혈압은 더욱 떨어진다. 중력의 힘에도 불구하고 순환이 계속적으로 일어나는 것은 정맥의 판막과 근육의 수축 덕분이다.
일반적으로 혈압은 팔 윗부분에서 측정된 압력을 의미한다. 정확히 말하자면, 혈압은 팔꿈치 안쪽의 상완동맥에서 측정된 값이다. 상완동맥은 심장에서 나온 혈액을 전달하는 팔 윗부분의 큰 혈관이다.
혈압의 단위는 mmHg이며, 정상 혈압은 수축기 혈압 120~130mmHg, 이완기 혈압 80~85 mm Hg 내외이다. 이보다 일정 수준이상 높아지면 고혈압, 낮아지면 저혈압이라고 한다.

## 분류
다음은 18세 이상의 사람에 적용되는 미국에서의 혈압 분류이다. 측정값은 올바른 방법으로 2회 이상 측정된 값이어야 한다. 영국에서는 140/90mmHg 이상의 혈압을 모두 고혈압이라고 칭한다. 다음은 AHA(American Heart Association)의 분류법을 따른 것이다.:
| 분류                       | 수축기(최고혈압), mmHg | 이완기(최저혈압), mmHg |
| -------------------------- | ---------------------- | ---------------------- |
| 정상                       | ≤ 120                  | ≤ 80                   |
| 고혈압 전단계 (직전고혈압) | 120 – 139              | 80 – 89                |
| 1단계 고혈압               | 140 – 159              | 90 – 99                |
| 2단계 고혈압               | 160 - 179              | 100 - 109              |
| 고혈압성 위기              | ≥ 180                  | ≥ 110                  |

심혈관 질환의 위험은 115/75mmHg 이상에서 점진적으로 증가하며, 이 수준 이하에서는 증거가 제한적이다.
관찰 연구에 따르면 동맥압을 이 압력 범위의 낮은 끝에서 유지하는 사람들은 장기적으로 심혈관 건강이 훨씬 더 좋다. 특히 노인의 경우 고혈압으로 혈압을 낮추기 위해 약물을 사용할 때 목표로 삼을 최적의 혈압 수준이 무엇인지에 대한 의학적 논쟁이 진행 중이다.
혈압은 분 단위로 변동하며 일반적으로 24시간 동안 일주기 리듬을 나타내며 이른 아침과 저녁에 가장 높은 수치를 보이고 밤에 가장 낮은 수치를 나타낸다. 밤에 혈압이 정상적으로 떨어지지 않는 것은 향후 심혈관 질환의 위험이 더 큰 것과 관련이 있으며, 야간 혈압이 주간 혈압보다 심혈관 사건을 더 강력하게 예측한다는 증거가 있다. 혈압은 장기간(개월에서 수년)에 걸쳐 변화하며 이러한 변동성은 부정적인 결과를 예측한다. 혈압은 또한 온도, 소음, 정서적 스트레스, 음식이나 음료 섭취, 식이 요인, 신체 활동, 자세 변화(예: 일어서기), 약물 및 질병에 반응하여 변한다. 혈압의 변동성과 보행 혈압 측정의 더 나은 예측 가치로 인해 영국 국립 보건 의료 우수 연구소(NICE)와 같은 일부 당국에서는 고혈압 진단을 위해 보행 혈압을 선호하는 방법으로 옹호하게 되었다.
연령, 성별 등 다양한 다른 요인도 사람의 혈압에 영향을 미친다. 왼팔과 오른팔 혈압 측정값의 차이는 작은 경향이 있다. 그러나 때로는 말초 동맥 질환, 폐쇄성 동맥 질환 또는 대동맥 박리의 경우 추가 조사가 필요할 수 있는 10mmHg보다 큰 일관된 차이가 있다.
90/60 미만의 압력은 일반적으로 저혈압으로 간주되지만 저혈압에 대해 인정된 진단 표준은 없다. 실제로 증상이 있는 경우에만 혈압이 너무 낮은 것으로 간주된다.

## 같이 보기
- 고혈압
- 저혈압
- 맥박
- 혈압계
- 심박수